# Aleksandra Rasińska
Aleksandra Rasińska (ur. 6 listopada 1998) – polska siatkarka, grająca na pozycji atakującej oraz przyjmującej, reprezentantka Polski w kategoriach młodzieżowych.
Jej managerem siatkarskim jest były mąż Katarzyny Skowrońskiej, Jakub Dolata.
Na początku kwietnia 2024 roku została powołana przez trenera Stefano Lavariniego do szerokiej kadry reprezentacji Polski.

## Przebieg kariery
| Lata                      | Klub                               |                   |                   |                   |                   |                   |                   |                   |                   |                   |
| Kariera juniorska         | Kariera juniorska                  | Kariera juniorska | Kariera juniorska | Kariera juniorska | Kariera juniorska | Kariera juniorska | Kariera juniorska | Kariera juniorska | Kariera juniorska | Kariera juniorska |
| ------------------------- | ---------------------------------- | ----------------- | ----------------- | ----------------- | ----------------- | ----------------- | ----------------- | ----------------- | ----------------- | ----------------- |
|                           | UKS Dębina Nieporęt                |                   |                   |                   |                   |                   |                   |                   |                   |                   |
| 2013−2015                 | SMS PZPS Szczyrk                   |                   |                   |                   |                   |                   |                   |                   |                   |                   |
| Kariera seniorska         |                                    |                   |                   |                   |                   |                   |                   |                   |                   |                   |
| 2015−2018                 | LTS Legionovia Legionowo           |                   |                   |                   |                   |                   |                   |                   |                   |                   |
| 2018−2020                 | Volleyball Wrocław                 |                   |                   |                   |                   |                   |                   |                   |                   |                   |
| 2020−2021                 | KS DevelopRes Rzeszów              |                   |                   |                   |                   |                   |                   |                   |                   |                   |
| 2021−2021 (do 13.11.2021) | Volleyball Wrocław                 |                   |                   |                   |                   |                   |                   |                   |                   |                   |
| 2021−2022 (od 15.11.2021) | Green Warriors Sassuolo (Serie A2) |                   |                   |                   |                   |                   |                   |                   |                   |                   |
| 2022−2024                 | Energa MKS Kalisz                  |                   |                   |                   |                   |                   |                   |                   |                   |                   |
| 2024−                     | Aydın Büyükşehir Belediyespor      |                   |                   |                   |                   |                   |                   |                   |                   |                   |

## Sukcesy klubowe

### młodzieżowe
Mistrzostwa Polski kadetek:
- 2015[10]

Mistrzostwa Polski juniorek:
- 2015, 2016[11], 2017[12]

Młoda Liga Kobiet:
- 2017[13]
- 2016

### seniorskie
Liga polska:
- 2021

## Sukcesy reprezentacyjne
Mistrzostwa Europy Wschodniej EEVZA kadetek:
- 2013, 2014[14][15]

Mistrzostwa Europy kadetek:
- 8. miejsce 2015[16]

Letnia Uniwersjada:
- 2021[17]

## Nagrody indywidualne
- 2015: MVP turnieju finałowego Mistrzostw Polski kadetek
- 2017: MVP turnieju finałowego Mistrzostw Polski juniorek[18]